# Jan Tschernjak

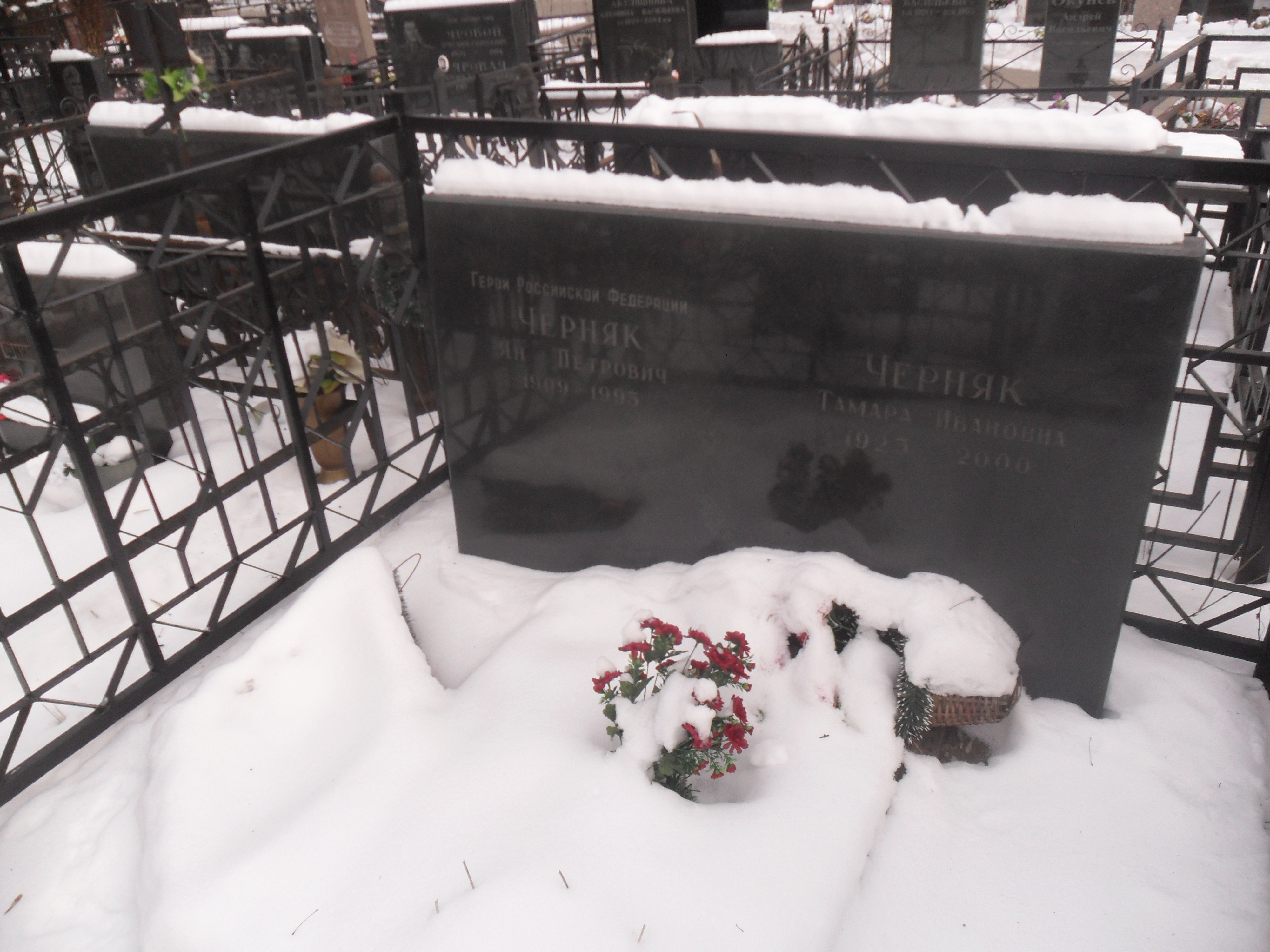
Grab auf dem Preobraschenskoje-Friedhof

Jan Tschernjak (russisch Ян Петрович Черняк, jiddisch Yankel Pinkhusovitch Chernyak) (* 6. April 1909 in Czernowitz, Österreich-Ungarn, heute Ukraine; † 19. Februar 1995 in Moskau) war ein sowjetischer Spion, der während des Zweiten Weltkrieges von der Schweiz aus das Agentennetzwerk Krone steuerte. Er vermittelte unter anderem Informationen über Radar-Entwicklungen, die Operation Barbarossa und das Unternehmen Zitadelle. Später spionierte er in Großbritannien und Kanada und leitete von dort Erkenntnisse über die Kernwaffenforschung nach Moskau weiter.

## Biografie
Tschernjak verlor beide Eltern in antijüdischen Pogromen während des Ersten Weltkrieges und wuchs in einem Waisenhaus auf. Aufgrund seines Sprachtalents und seiner schulischen Erfolge konnte er ein Studium an der Technischen Hochschule in Prag beginnen und wurde Elektroingenieur. Vermutlich setzte er später sein Studium in Berlin fort, trat dort der kommunistischen Partei bei und wurde vom sowjetischen Geheimdienst angesprochen, der unter dem Deckmantel der Komintern agierte.
Vor dem Krieg arbeitete er in der Verwaltung eines rumänischen Artillerie-Regiments im Rang eines Unteroffiziers. Ab 1934 war er Resident der sowjetischen Spionage in Rumänien. Aufgrund einer drohenden Enttarnung wurde er nach Moskau evakuiert, wo er Russisch lernte und in Geheimdienst-Techniken geschult wurde. Im Anschluss reiste er 1936 in die Schweiz, wo er offiziell als Korrespondent für die TASS arbeitete.
Während des Zweiten Weltkrieges führte er im Auftrag des GRU insgesamt 35 Spione, darunter hochrangige Quellen im Oberkommando der Wehrmacht und in der freien Wirtschaft. Später spionierte er in Großbritannien und in Kanada nukleare Rüstungsprojekte aus.
Nachdem der Kryptograf Igor Gusenko übergelaufen war und damit die Spionageaktivitäten der Sowjetunion gegen den Westen offenkundig gemacht hatte, wurde Tschernjak nach Russland abgezogen und nicht mehr nachrichtendienstlich eingesetzt. Ab 1950 arbeitete er in Moskau als Übersetzer für die Nachrichtenagentur TASS. Zehn Tage vor seinem Tod wurde er mit dem Orden Held der Russischen Föderation geehrt. Zu diesem Zeitpunkt lag er krankheitsbedingt bereits im Koma.
In einem Artikel für den Jüdischen Weltkongress schreibt der Autor Vladimir Levin, dass es sich bei Jan Tscherniak um die Vorlage für die literarische Figur des Stierlitz handele. Er beruft sich dabei auf die Grabrede von Generalstabschef Michail Kolesnikow. Hiernach war es auch Tschernjak, der die Angriffspläne für das Unternehmen Zitadelle an die Sowjetunion übermittelt hatte.